# 2023 フランスの年金改革ストライキ
2023年フランスの年金改革ストライキ（2023ねんフランスのねんきんかいかくストライキ）では、2023年1月19日にフランスのエリザベット・ボルヌ内閣が提出した、年金支給開始年齢を62歳から64歳まで引き上げることを柱とする年金改革法案に対し、労働組合などの反対派が組織した一連の抗議運動について説明する。ゴミ回収員のストライキにより、ゴミが路上に積み上げられたり、公共交通機関が運休になるなど、混乱が広がっている。3月、政府は憲法49条3項を用いて法案をフランス国民議会で強行可決し、さらなる抗議行動と2回の不信任投票失敗に火をつけ、組合主催のスト行動と並んで抗議行動の暴力性を高める一因となった。
国境なき記者団やフランス人権連盟などの人権団体を含む複数の団体が、フランスの抗議行動への弾圧を非難し、ジャーナリストへの暴行も非難した。さらに、欧州評議会も「国家の代理人による過剰な武力行使」を批判している。

## 背景
年金改革の問題は、ここ数十年、フランスの様々な政権によって、特に予算不足に対処するために議題に挙がっていた。フランスは先進工業国の中で最も年金支給開始年齢が低く、年金への支出も他の国より多く、その額は経済生産の14％近くにものぼっている。フランスの年金制度は、労働者と雇用主の両方に「退職者年金の財源となる強制的な給与税が課される」という「ペイ・アズ・ユー・ゴー構造」("pay-as-you-go structure")で成り立っているのが大きな特徴である。この制度は、「何世代にもわたって、国が保証する年金で老後を過ごすことを可能にしてきたが、今後も変わることはない」。他のヨーロッパ諸国と比較して、フランスは「貧困の危険にさらされている年金受給者の割合が最も低い国のひとつ」であり、純年金代替率（「退職後の収入がそれまでの収入をどれだけ効果的に代替しているかを示す指標」）は74%で、OECDおよびEU平均よりも高い。『ニューヨーク・タイムズ』紙によると、政府は平均寿命の伸びにより「制度がますます不安定な状態にある」と主張しており、「2000年には、年金受給者1人に対して年金制度を支える労働者が2.1人だったが、2020年にはその比率が1.7に下がり、公式予測によると2070年には1.2まで下がると予想されている」。『タイムズ』紙は、「平均寿命の伸びに対する必然的な対応として、より長く働く必要がある」として、このフランス政府の措置を支持している。また、年金への支出が大きな割合を占めている国債の発行残高は、COVID-19の流行前はGDP比98%であったのが流行後には112%まで上昇し、これはEUの中でも高い水準にあり、イギリスやドイツよりも高い。2023年3月のインタビューで、大統領のエマニュエル・マクロンは「自分が働き始めたころはフランスの年金受給者は1000万人だったが、今は1700万人になっている」と語っている。『ニューヨーク・タイムズ』紙は、「政府がすでに行っているように、より多くの税金を投入することなく、年金制度を財政的に持続させるために、マクロンは、労働者が年金を受け取り始める法定年齢を、毎年3ヶ月ずつ徐々に引き上げ2030年に64歳とすることを求めた」と付け加えた。加えて、マクロンは、「以前から行っている制度変更を加速し、労働者が満額の年金を受け取るために年金制度支払わなければならない年数を増やし、エネルギーや輸送などの部門の労働者に恩恵を与える特別な年金規則を廃止した」。
マクロンは、年金改革の一環として、年金支給開始年齢を62歳から64歳または65歳に引き上げることを表明した。「ペイ・アズ・ユー・ゴー・システム」は、平均寿命が伸びることに伴い働き始める時期が遅くなることから、年金支給開始年齢の引き上げにより財源確保が必要であり、2022年には32億ユーロの黒字が見込まれたのに対し、政府の年金諮問委員会（COR）は「新しい財源が見つからない限り今後数十年で構造的な赤字に陥る」と予想した。2023年3月、労働大臣のオリヴィエ・デュソプトは、「直ちに対策を講じなければ」2027年までに年金財源の赤字が毎年130億ドルを超えると述べた。政府は、この改革が実現すれば、2030年には「赤字を均衡させ」、数十億ドルの黒字を確保し、「肉体的に過酷な仕事に就いている人が早期退職できるようにするための施策に充てる」と表明した。
年金改革は、マクロンとその政府によって長い間検討されてきた。年金制度の改革は、2017年大統領選挙における彼の綱領の重要な部分であり、2019年後半には最初の抗議行動と交通ストライキがあったが、COVID-19パンデミックにより改革の実施はさらに遅れることになった。年金支給開始年齢の引き上げは、この最初の改革には含まれていなかったが、「複雑なフランスの年金制度を統一するための計画」として、「鉄道やエネルギー労働者から弁護士まで、幅広い分野の42の特別な制度を廃止することは、年金制度を財政的に持続させるために極めて重要である」とも述べていた。2022年10月26日、マクロンはテレビのインタビューで、2023年に予定されている年金改革において定年年齢を65歳に引き上げること、すなわち、完全な年金を受け取ることができる最低退職年齢を62歳から65歳まで2023年9月から2030年9月まで毎年3ヶ月ずつ「徐々に引き上げる」と発表した。さらに、公的年金の受給資格を得るために必要な拠出年数も、2027年には42年から43年に引き上げることも表明したが、このことは年金を自動的に受給できるためには67歳まで働かなければならない人も出てくることを意味する。これに加えて、フランスの42の別々の年金制度が「合理化」されることになった。マクロンは、「労働組合と定年年齢について話し合い、修正の可能性がある」としたものの、改革を実施しなければ年金額の縮小につながるとも言明した。
改革の詳細は2022年12月15日に明らかにされる予定だったが、新しい党首を選出中の緑の党と共和党への配慮から、さらに2023年1月10日に延期され、マクロンが新しい党首たちと相談してから詳細を明らかにすることとした。
2022年12月31日に発表された2023年の年頭声明において、2023年秋までに改革を実施することが明らかにされた。2023年1月初旬、労働組合との協議に先立ち、首相のエリザベット・ボルヌはFranceInfoラジオに出演し、定年年齢を65歳に引き上げる方針について「柔軟性を示す」ことができると述べ、「2030年までに年金制度を均衡させるという政府の目標を達成」するために、「他の解決策」を検討する用意があると表明した。この政策は1月10日に詳細を発表し、1月23日に閣議決定され、2月上旬に議会で審議される予定であると発表した。